# 生着症候群
生着症候群（Engraftment syndrome）とは、造血幹細胞移植（HSCT）後すぐ（数日～３週間）に発生する合併症である。サイトカインが過剰に産生され、非感染性の発熱（必発）の他、浮腫、胸水、腹水等の体液貯留傾向、皮疹（斑状丘疹や淡い紅斑など）、肺浸潤影、肝障害、下痢などの症状が現れる。平均して10日～2週間前後持続することが多い。

## 診断
診断基準として、Maiolinoの基準やSpitzerの基準が知られている。臨床的・病理学的に移植片対宿主病（GVHD）との鑑別は難しいが、皮膚生検、腹部超音波検査（下大静脈、腹水、肝腫大の有無）等で鑑別できる。

## 治療
軽症の場合はG-SCFの投与中止のみで軽快するが、重症（低酸素血症や肺浸潤影）の場合はステロイドを投与する。